# Kim Gallagher
Kimberly Ann „Kim” Gallagher (ur. 11 czerwca 1964 w Filadelfii, zm. 18 listopada 2002 w Oreland, w stanie Pensylwania) – amerykańska lekkoatletka, specjalizująca się w biegach średniodystansowych, dwukrotna uczestniczka igrzysk olimpijskich w latach 1984 i 1988, dwukrotna medalistka olimpijska w biegu na 800 metrów: srebrna (Los Angeles 1984) oraz brązowa (Seul 1988).
Zmarła na raka żołądka, którego wykryto u niej w 1995 roku.

## Finały olimpijskie
- 1984  – Los Angeles, bieg na 800 metrów – srebrny medal
- 1988 – Seul, bieg na 800 m – brązowy medal
- 1988 – Seul, bieg na 1500 metrów – 11. miejsce

## Inne osiągnięcia
- srebrny medal mistrzostw panamerykańskich juniorów w biegu na 800 metrów – 1980[3]
- mistrzyni Stanów Zjednoczonych w biegu na 800 m – 1984
- mistrzyni Stanów Zjednoczonych w biegu na 1500 m – 1984[4]

## Rekordy życiowe
- bieg na 400 metrów – 52,44 (1985)
- bieg na 800 metrów – 1:56,91 – Seul 26/09/1988
- bieg na 1500 metrów – 4:03,29 (1988)